# Edith Yah Brou
Edith Yah Brou est une femme entrepreneure, influenceuse, chroniqueuse TV , animatrice radio et blogueuse ivoirienne, née le 1er mars 1984 dans la commune de Cocody, à Abidjan en Côte d'Ivoire. 

## Biographie
Née le 1er mars 1984 dans la commune de Cocody, à Abidjan Côte d'Ivoire. Edith Yah Brou est une femme entrepreneure, influenceuse,chroniqueuse TV, animatrice radio et blogueuse ivoirienne. Elle est considérée comme l’une des figures les plus importantes de la sphère technologique de la Côte d’Ivoire. Surnommée la geekette ivoirienne, elle traite tous les sujets relatifs à l'usage des nouvelles technologies sur le web. Engagée pour la promotion et le leadership féminin, Edith Brou est cofondatrice de Ayanawebzine et de Kessiya, un media d'informations en continu, en Côte d'Ivoire
Pensionnaire de l'école protestante de Cocody durant son enfance primaire, Édith Brou fait ses études secondaires au lycée Sainte-Marie d'Abidjan (Cocody) de la 6ème à la terminale où elle obtient le baccalauréat, avant de poursuivre les études supérieures pour le diplôme de Sciences économiques et gestion obtenu à l'université Félix-Houphouët-Boigny d'Abidjan-Cocody.
Pendant ses années universitaires, Edith Brou entame un stage en audiovisuelle en vue de suivre sa passion qu'est la communication par les nouvelles technologies et le digital. En 2009, elle découvre le blogging et ouvre son blog l'Actu Web d'Edith dans lequel elle traite des sujets d'actualités liés aux innovations technologiques en Côte d'Ivoire et en Afrique. En 2014, son engagement est récompensé par une invitation de l'Union Internationale des Télécoms (UIT) à participer au Programme Young Ict Policy Leaders en Corée du Sud. Elle est ensuite classée parmi les 50 personnalités d'influence de la Côte d'Ivoire par l'Hebdomadaire Jeune Afrique, en 2015.

### Vie privée
Edith Brou est mariée à Jacob Bleu, artiste peintre et écrivain ivoirien. Elle est mère de 3 enfants.

### Entrepreneuriat web
En 2009, elle cofonde avec neuf amis l'ONG Akendewa, une association à but non lucratif qui mène des actions sociales grâce aux technologies. Le surnom «Didi la geekette» lui est alors donné en 2010, en référence à sa passion pour le numérique.
Deux ans plus tard en 2011, elle co-crée avec Amie Kouamé, Ayana, le premier webzine féminin de Côte d'Ivoire. Ce site fait la promotion de la femme et traite des problématiques auxquelles elle est confrontée. Dans une interview donnée à The Focus Magazine, elle encourage les femmes à exploiter leur potentiel.
En 2015, Edith Brou préside l’Association des blogueurs de Côte d’Ivoire. Même si jamais un de ses sites n'a réussi à obtenir un trafic suffisant pour attester d'une réussite dans le domaine de l'internet, son travail et son engagement communautaire lui ont valu de figurer dans le top 50 des personnalités influentes de la Côte d’Ivoire, selon le classement de Jeune Afrique 2015 .
Avec sa start-up Africa Contents Group, Édith Brou a réalisé et géré jusqu'en 2019, des campagnes de communications digitales pour plusieurs entreprises et institutions et mis en place ses propres productions, notamment les émission web « Divan numérique » sur YouTube. et « Edith a testé ».

### Chroniqueuse TV et Animatrice Radio
Edith Brou est chroniqueuse dans l'émission « Talk Show » animée par Brice Anoh sur la chaine privée Life TV et animatrice de l'émission « Women Up » sur Life Radio.

### Engagement citoyen
Édith Brou est à l’origine de la campagne « Mousser contre Ebola » en août 2014, qui reprenait l’idée du « Ice Bucket Challenge » pour sensibiliser contre l'épidémie d'Ebola. Elle s’est aussi mobilisée lors des inondations de juin 2014, relayant au jour le jour des informations sur les zones à risques ou sur les routes inondées.

### Distinctions
Edith Brou fait partie de plusieurs classements de personnalités influentes sur le continent africain.
En 2015, elle fait partie des 50 personnalités les plus influentes de Côte d'Ivoire, selon le magazine Jeune Afrique.
En 2019, elle figure dans le classement des 100 femmes les plus influentes de l'Afrique, selon le magazine Forbes Africa.
En 2020, elle fait partie des 50 personnalités les plus influentes de l'Afrique de l'ouest, selon Influences magazine.